# Chocianów (stacja kolejowa)
Chocianów – przystanek kolejowy, niegdyś stacja kolejowa w Chocianowie, w województwie dolnośląskim, w Polsce.
Stacja kolejowa została otwarta 1 października 1890 roku i funkcjonowała do 1986 roku, a następnie działała jako przystanek kolejowy.
Przystanek kolejowy został zamknięty 3 kwietnia 2000 roku, a jego ponowne otwarcie nastąpiło 11 grudnia 2022 roku.

## Ruch pasażerski
| Rok  | Wymiana pasażerska na dobę |
| ---- | -------------------------- |
| 2017 | –                          |
| 2022 | 0-9                        |